# Zeughaus Teufen
| Zeughaus Teufen | Zeughaus Teufen                       |
| --------------- | ------------------------------------- |
| Zeughaus Teufen |                                       |
| Ort             | Zeughausplatz 1 9053 Teufen           |
| Architekt       | Felix Wilhelm Kubly erbaut 1855       |
| Eröffnung       | 2012                                  |
| Betreiber       | Stiftung Grubenmann-Sammlung          |
| Leitung         | Lilia und David Glanzmann             |
| Website         | www.zeughausteufen.ch                 |
| Öffnungszeiten  | Mi, Do, Fr 14–17 Uhr Sa, So 12–17 Uhr |

Das Zeughaus Teufen befindet sich in Teufen im Schweizer Kanton Appenzell Ausserrhoden. Es beherbergt die Grubenmann-Sammlung und zeigt Wechselausstellungen zu Baukultur, angewandter Kunst und regionalen Phänomenen.

## Geschichte
Den Grundstock des Museums bildet die Grubenmann-Sammlung, deren Initiantin und langjährige Leiterin die Architektin Rosmarie Nüesch-Gautschi (1928–2022) war. Die Sammlung widmet sich der Teufner Baumeisterfamilie Jakob (1694–1758), Johannes (1707–1771) und Hans Ulrich Grubenmann (1709–1783). Zum Bestand gehören zahlreiche Holzmodelle von Brücken und Dachstühlen, diverse weitere Dokumente und Holzbearbeitungswerkzeuge. 1979 richtete die Gemeinde Teufen im «alten Bahnhof» an zentraler Lage eine Bibliothek und ein Ortsmuseum ein, in dem ein Teil der Sammlung dauerhaft ausgestellt wurde. 2007 wurde die Stiftung Grubenmann-Sammlung gegründet mit dem Ziel, im restaurierten Zeughaus Teufen ein Museum dafür einzurichten, die Sammlung zu entwickeln und sie in grössere Zusammenhänge zu stellen.
Ein erstes Mal war das Zeughaus als Kunstmuseum im Gespräch gewesen, als 1996 der Teufner Veterinär und Kunstsammler Paul Bachmann (1917–2000) der Gemeinde seine Sammlung von 140 Bildern vermacht hatte. Es handelte sich vorwiegend um Werke aus den 1950er- und 1960er-Jahren, unter anderem von Baselitz, Dubuffet, Miró, Picasso und Poliakoff. Diese «Sammlung T» sollte ursprünglich nach St. Gallen gehen, doch der Stadtrat lehnte einen separaten Anbau ans Kunstmuseum für die Sammlung ab. In der Folge schenkte Bachmann seine Sammlung der Gemeinde Teufen. Diese wollte für die Sammlung das Zeughaus mit einem Neubau ergänzen und es in ein Kunsthaus verwandeln. 1998 wurde ein entsprechender Kredit vom Stimmvolk jedoch abgelehnt.
Die Kulturkommission der Gemeinde Teufen verfolgte die Idee einer zukünftigen kulturellen Nutzung des Zeughauses weiter. Sie erstellte ein Grobkonzept und gab eine Studie in Auftrag, die 2003 folgende Aufteilung vorschlug: die Grubenmann-Sammlung im Dachgeschoss, eine «kulturelle Mitte» für Ausstellungen im ersten Geschoss und ein Saal für verschiedene Nutzungen im Erdgeschoss. Den diesbezüglichen Architekturwettbewerb gewann das Projekt von Ruedi Elser und Felix Wettstein. Am 29. November 2009 stimmten die Teufner einem Kredit für die Renovation und den Umbau des Zeughauses zu.
Im Juni 2012 wurde das neu gestaltete Zeughaus Teufen eröffnet, als Zentrum für Bauen und Kultur. Kerngedanke ist die Auseinandersetzung mit dem Raum – sowohl aus künstlerischer als auch aus architektonischer Perspektive. Die ersten zehn Jahre des Zeughauses wurden von Kurator Ueli Vogt geprägt. Am 1. Januar 2023 erhielt das Zeughaus Teufen mit Lilia und David Glanzmann eine neue Co-Leitung. Seit 2022 besteht eine Übereinkunft mit dem Kanton Appenzell Ausserrhoden, dass das Zeughaus regelmässig Werke aus der kantonalen Kunstsammlung ausstellt und damit einer breiteren Bevölkerung die Wahrnehmung aktueller künstlerischer Positionen aus dem Kanton ermöglicht. Dazu wurde das einstige Büro im ersten Geschoss in ein Kabinett umgewandelt.

## Gebäude
Das Artilleriezeughaus Teufen wurde in den Jahren 1853 bis 1855 vom Herisauer Baumeister Johann Jakob Schefer (1822–1881) nach Plänen des St. Galler Architekten Felix Wilhelm Kubly (1802–1872) erbaut. Es handelt sich um einen zweieinhalbgeschossigen, langgezogenen Steinbau im Stil der Neurenaissance, der als Solitär auf einem etwas erhöhten Plateau am Dorfrand steht. Der Sockel, das Gesims zwischen den Geschossen und das Dach betonen die waagrechte Linie. Diese wird aufgebrochen von rundbogigen Fenstern und dem Portal, dessen Rundbogen von Sandstein-Lisenen betont wird. Für die Artilleriegeschütze hatte das Erdgeschoss als offener Raum ohne Stützen gebaut werden müssen. Die Böden oberhalb wurden deshalb als Hängetragwerk konstruiert, das im Dachgebälk verankert ist.
1961 nahm der Herisauer Architekt Hans-Ulrich Hohl (1912–1995) eine Aussenrenovation vor und baute auf der Rückseite eine Lagerhalle an. Dieser Ergänzungsbau war mit einem Luftschutzraum unterkellert, im Erdgeschoss gab es eine Werkstatt, im ersten Stock eine Abwartwohnung.
Das Zeughaus Teufen war 1855 unmittelbar nach dem Bau in den Besitz des Kantons übergegangen. 1998 kaufte die Gemeinde das nicht mehr militärisch genutzte Gebäude zurück. Es wurde fortan für verschiedene Anlässe genutzt. Weil es an einer Heizung und sanitären Anlagen fehlte, war der Betrieb jedoch stark eingeschränkt. Ab Mitte 2009 verbot die Gebäudeversicherung des Kantons Appenzell Ausserrhoden zudem eine weitere Nutzung aus sicherheitstechnischen Gründen.
Die Renovation und den Umbau von 2010 bis 2012 verantworteten die beiden Architekten Ruedi Elser (Wil) und Felix Wettstein (Lugano). Am Äusseren wurde wenig verändert. Der neue ockerfarbene Anstrich mit Naturpigment aus Siena-Erde passt sich in die Landschaft ein, die braunen Holzfenster und die Läden in Schwarz und Grün setzen Akzente. Der Anbau von Hohl wurde bis auf den Keller entfernt, sodass nun eine grosszügige Terrasse besteht und auch umgekehrt der Blick auf den stattlichen Baukörper frei ist. Ein Teil des Zeughauses wurde zusätzlich unterkellert, um WC-Anlagen einzurichten. Haustechnik und Serviceräume wie auch eine Küche sind an den Stirnseiten untergebracht, sodass die Offenheit der Räume erhalten werden konnte. Die Treppenhäuser auf den Stirnseiten wurden instand gestellt und ein Lift eingebaut.
Die Kunst am Bau findet beim Zeughaus Teufen auf dem Vorplatz statt: Christian Kathriner schuf mit reflektierender Strassenmarkierungsfarbe eine grafische Skulptur. Die Zeichnung ist den Hauptspannungstrajektorien nachempfunden. Dabei handelt es sich um eine grafische Methode, mit der Ingenieure Verläufe von Kräften ermitteln und so die Statik planen. Hier findet sich auch eine Skulptur von Jürg Altherr, deren Platzierung im November 2018 gefeiert wurde.

## Sammlung
Die Grubenmann-Sammlung besitzt Modelle von Brücken und Dachstühlen, die nach dem Vorbild Grubenmanns konstruiert wurden. Dazu kommen Entwürfe und Pläne, Karten, Verträge, Fotos und Porträts. Ein weiteres Gebiet ist eine Kollektion von Holzbearbeitungswerkzeugen aus dem 18. Jahrhundert. Die Grubenmann-Stiftung hat zum Zweck, diese Sammlung zu entwickeln und auch das Grubenmann-Werk weiter zu erforschen.

## Dauerausstellung

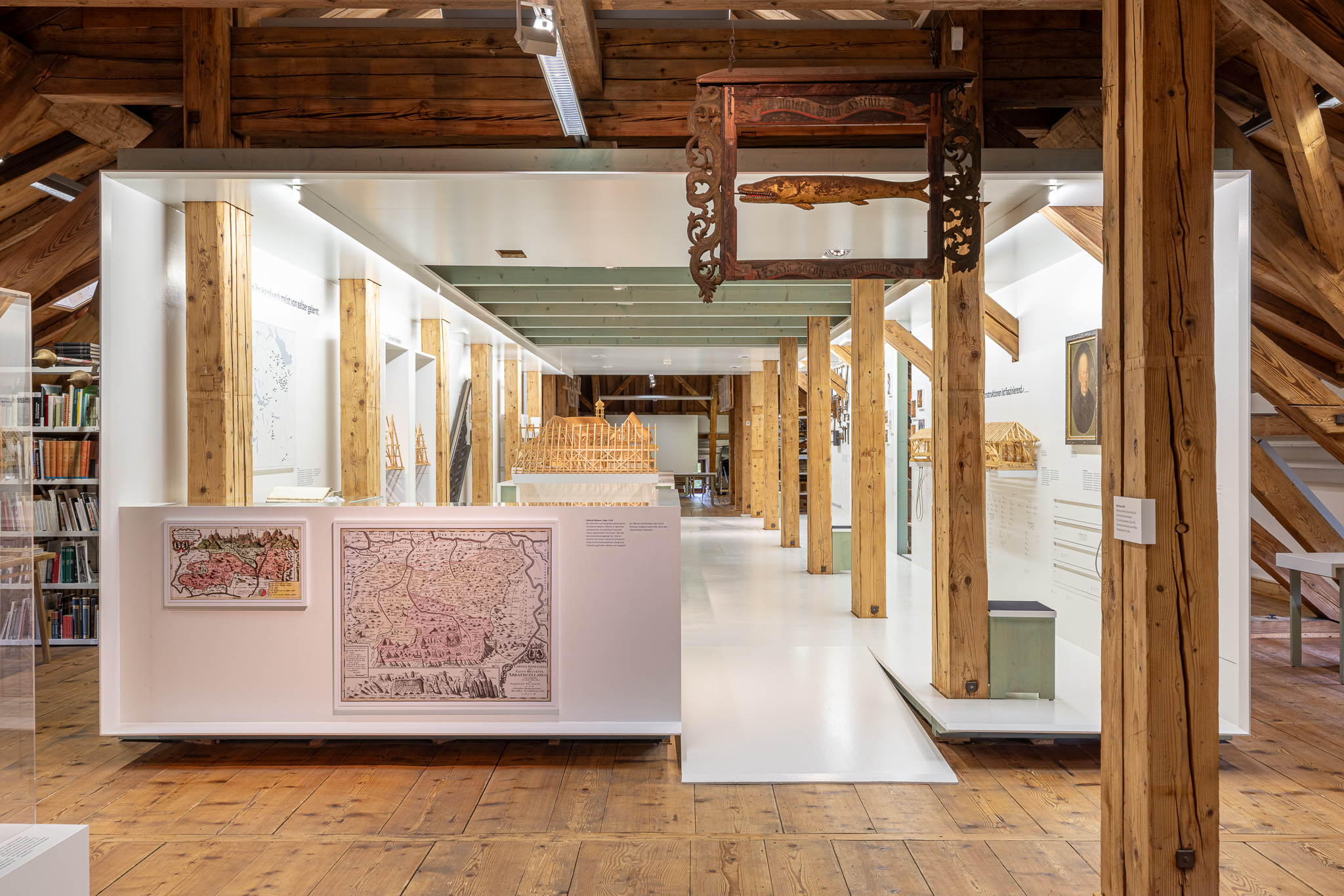
Die Grubenmann-Sammlung im Dachgeschoss

Das Dachgeschoss ist der Geschichte und dem Werk der Baumeisterfamilie Grubenmann gewidmet. Die drei Brüder Jakob (1694–1758), Johannes (1707–1771) und Hans Ulrich Grubenmann (1709–1783) aus Teufen waren im 18. Jahrhundert angesehene Baufachleute mit einem ausserordentlichen Wissen über Statik – in einer Zeit, in der man diese noch nicht mathematisch berechnen konnte. Mit ihren weitgespannten Brücken und Dachstühlen setzten sie neue Massstäbe. Das Zentrum der Grubenmann-Ausstellung ist als begehbare Vitrine konzipiert: In der Mitte stehen die Modelle, die offen präsentiert sind und von allen Seiten und auch von unten betrachtet werden können. Eine Wand zeichnet auf einer Zeitachse die Familien- und Baugeschichte nach. Gegenüberliegend geht es um einzelne Projekte, eine Karte zeigt die geografische Verteilung der vielen Werke der Grubenmanns, und dokumentiert wird auch ihre Zerstörung durch mutwillig gelegte Brände. Im rückwärtigen Teil wird eine ansehnliche Sammlung von Holzbearbeitungswerkzeugen präsentiert. Zur Ausstellung gehören auch diverse Schubladenschränke, in denen Zeichnungen, Dokumente, Berechnungen, Fotos oder auch Korrespondenz entdeckt werden können. Die Szenografie der Dauerausstellung konzipierte das Rapperswiler Designbüro «2nd West» zusammen mit der St. Galler Agentur «TGG Visuelle Kommunikation».
In der Dachschräge auf der Aussenseite der Wände der zentralen Ausstellung ist das Grubenmann-Museum ein Arbeits- und Studienort. Interessierten stehen eine Bibliothek, Arbeitsplätze und weitere Archivalien zur Verfügung.

## Wechselausstellungen

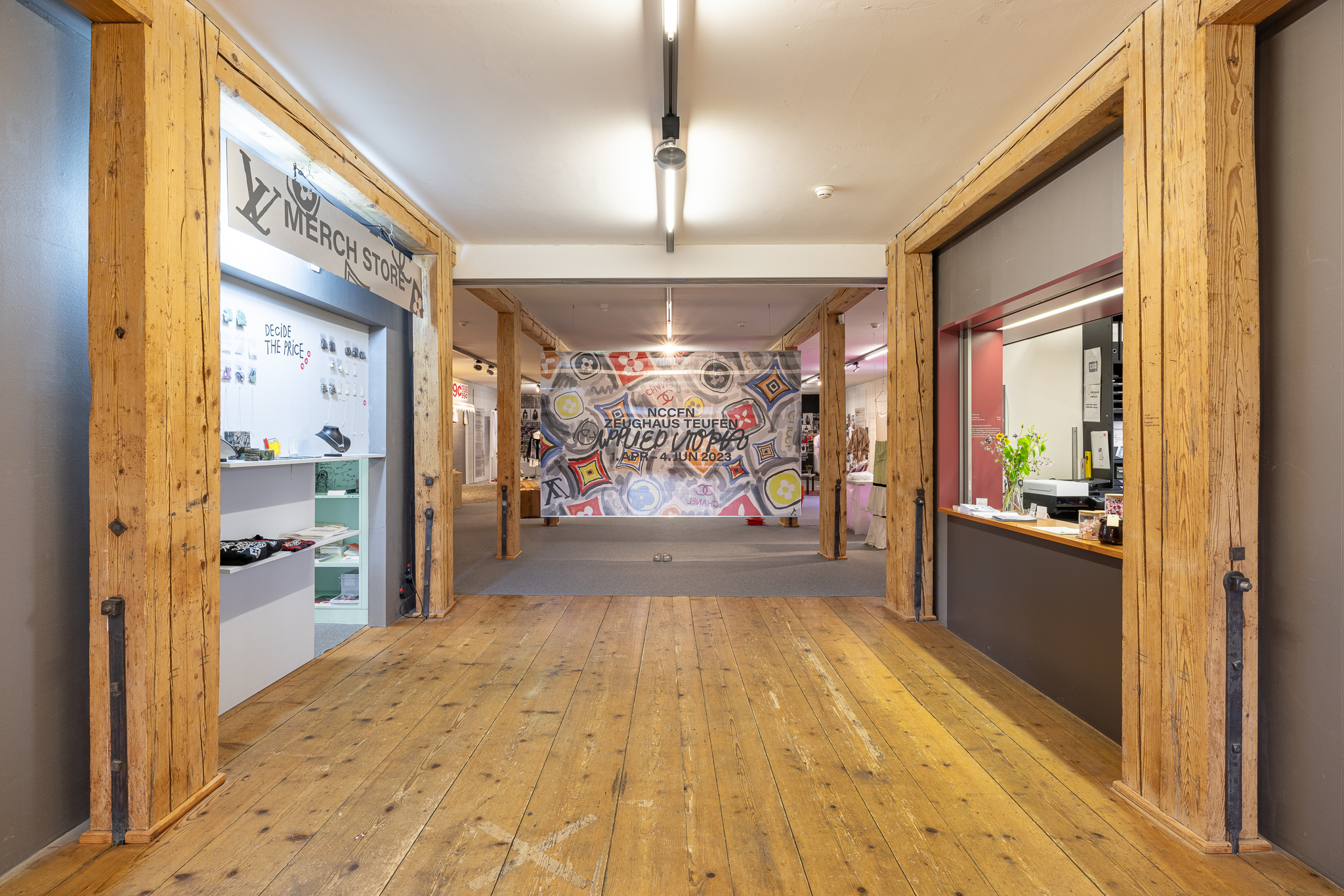
Das Foyer mit dem Zugang zu den Wechselausstellungen

Das erste Geschoss ist für wechselnde Ausstellungen ausgelegt. Thematisch kreisen diese um die Themen Baukultur, angewandte Kunst und regionale Phänomene. Die Eröffnungsausstellung 2012 unter dem Titel «Ausgewogen?!» zeigte Werke von zehn Künstlern aus der Region, die sich mit dem Thema «Gewicht und Lasten» auseinandersetzten. Beispielhaft ist auch das «Grubenmann-Projekt» von 2016: Studierende der ETH Lausanne bauten Dachstühle von Grubenmann-Kirchen nach und entwickelten auf der Basis dieser Erfahrung in einem künstlerischen Gestaltungsprozess eigene Entwürfe, die sie in einer Ausstellung präsentierten. 2018 wurde in der Ausstellung «Walk the line» das Phänomen der Linie beim Teufner Maler und Zeichner Johann Ulrich Fitzi (1798–1855) und beim Zeichner und Radierer Klaus Lutz (1940–2009) erkundet. Dazu schufen sechs zeitgenössische Künstler «Ergänzungen», in denen sie auf die Gegenüberstellung reagierten. Etwas anders gelagert war der «Salon Niggli»: 2019 waren alle 400 Bücher, die im Teufner Verlag Niggli von Arthur und Ida Niggli erschienen waren, vor Ort. Sie wurden gezeigt, es durfte mit ihnen gearbeitet werden, und es gab eine reichhaltige Veranstaltungsreihe dazu.
Die Ausstellung im Sommer 2023 zeigte «96 Modelle» aus der Werkstatt von Sabina Lang und Daniel Baumann. Mit ihrem Büro «L/B» in Burgdorf schaffen sie Kunst im Raum. Darunter ist skulpturale Kunst im öffentlichen Raum, es gibt Kunst am Bau mit Interventionen an Fassaden, in Räumen und Durchgängen, sie kreieren aber auch ganze Räume und Raumfolgen. Von den meisten ihrer grossformatigen Werke existiert ein Modell in Kleinstformat. 96 davon sind in der Ausstellung zu sehen, die Retrospektive auf Arbeiten aus 30 Jahren ist eine Ode ans genaue Hinschauen.
Das Kabinett für die Kantonale Sammlung Appenzell Ausserrhoden war im Frühling 2023 dem Schaffen des Fotografen Zsigmond Toth (* 1969) gewidmet, der während seines Atelieraufenthalts im Birli in Wald AR mit der analogen Kamera eine Serie von Porträts und Landschaftsfotografien erarbeitete. Im Sommer 2023 zeigte Anna Diehl zwei grossformatige Werke, die sich mit Verletzlichkeit und Intimität auseinandersetzen. Dazu gab es ein Video eines Atelierbesuchs, in dem die Künstlerin über ihr Schaffen reflektiert.

## Spezielle Exponate

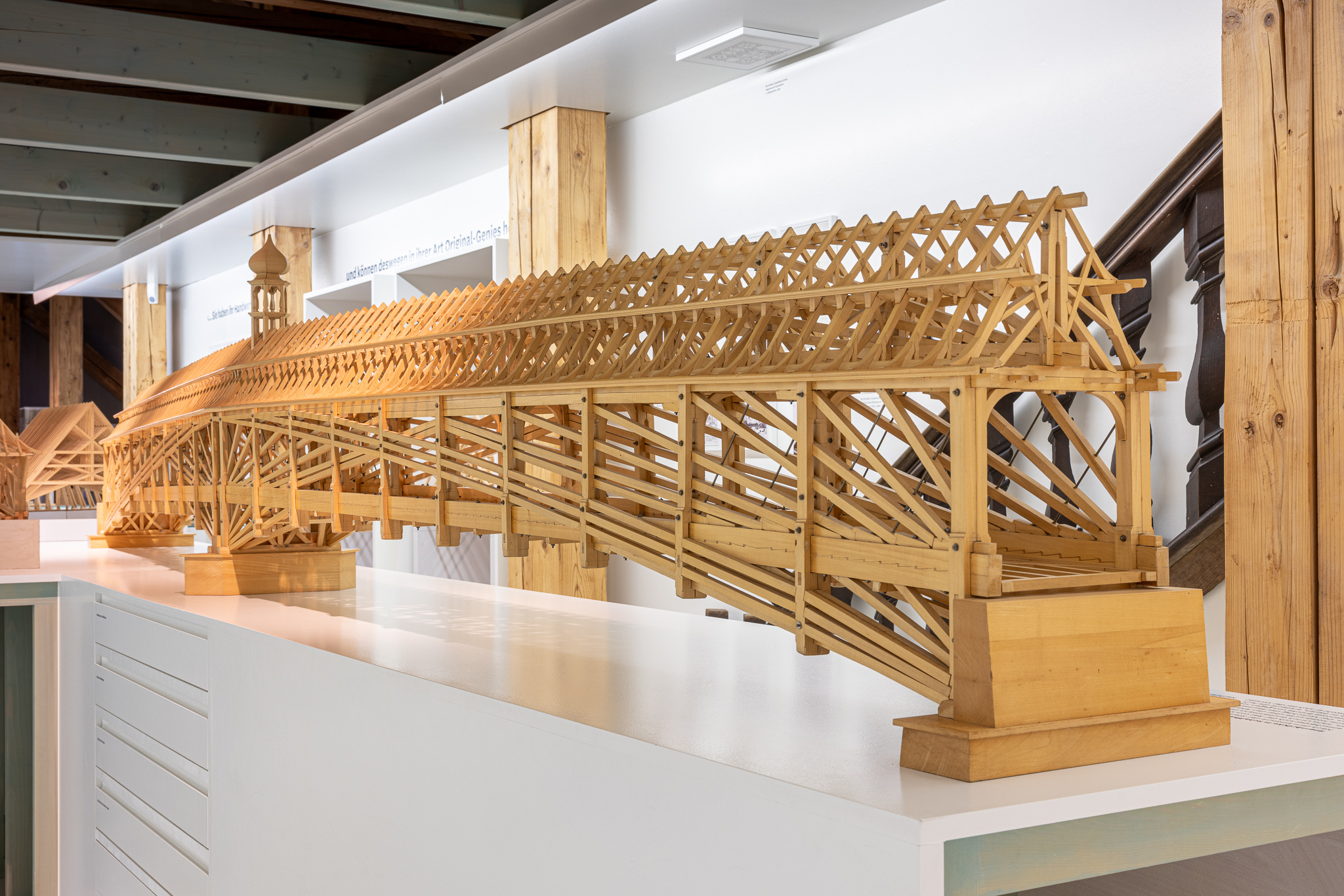
Das Modell der Schaffhauser Rheinbrücke

- Der Blickfang der Grubenmann-Sammlung ist das Modell von Grubenmanns Schaffhauser Rheinbrücke von A. Wiedenkeller im Massstab 1:25. Sie hatte eine Spannweite von 120 Metern mit einem Pfeiler in der Mitte. Die Brücke wurde in den Jahren 1756–1758 erbaut. Das erstaunliche Bauwerk fand auch Eingang in diverse Reisebeschreibungen und wurde so im europäischen Raum bekannt; 1799 wurde sie durch Feuer zerstört.
- Hohleisen, Ziehmesser, Streichmass, Gewindeschneider, Stangenbohrer, Beitel etc.: Die Wand mit den Holzbearbeitungswerkzeugen aus dem 18. Jahrhundert zeigt anschaulich die Mühe und die Kunstfertigkeit der Handwerker in früherer Zeit.
- Der Bau der Kirche Trogen von 1779 bis 1781 war das Alterswerk von Hans Ulrich Grubenmann. Dazu zeigt das Grubenmann-Museum ein Modell des Dachstuhls sowie Entwürfe, Berechnungen und Zeichnungen der Fassade.

## Bilder

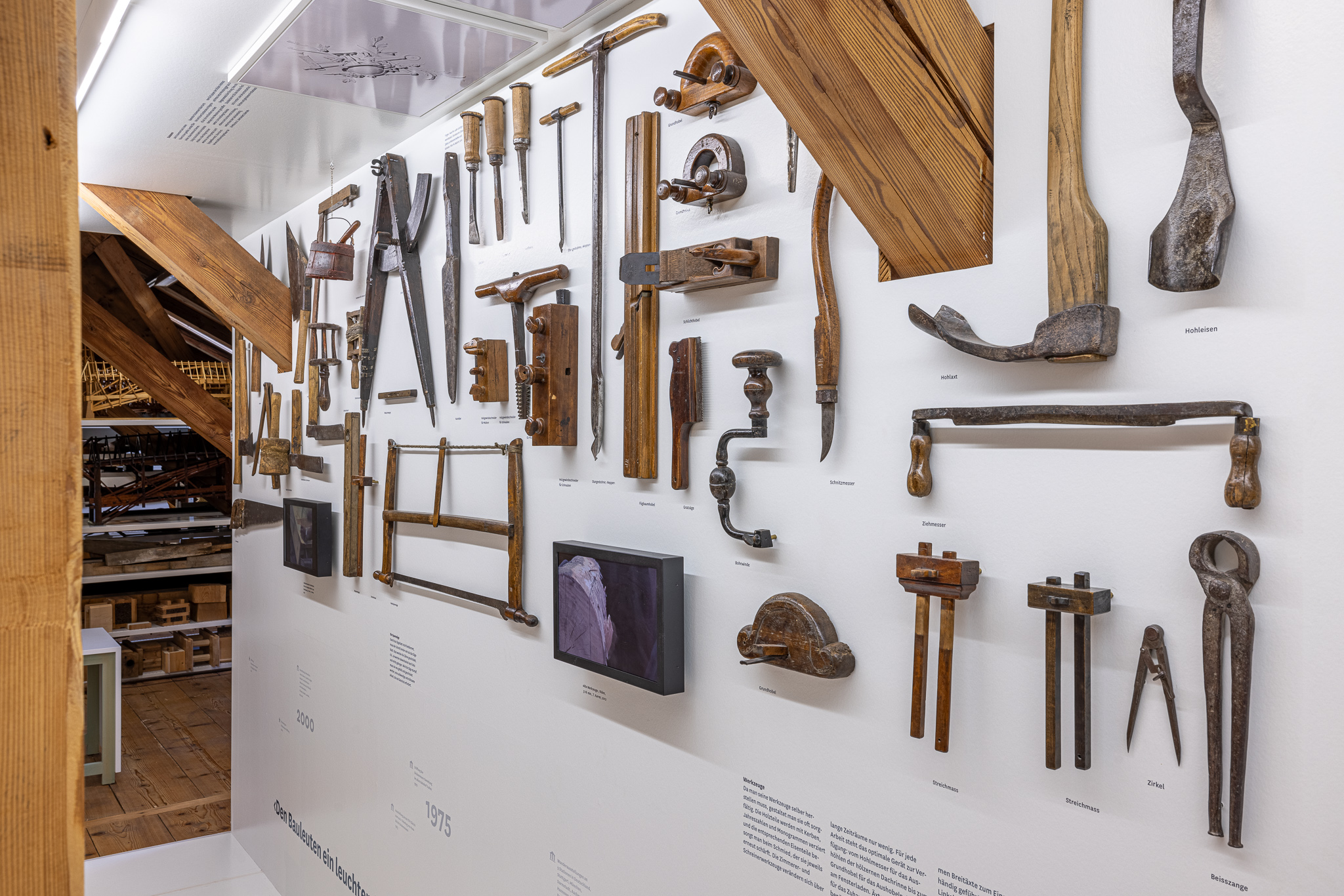
Historische Werkzeuge zur Holzbearbeitung aus der Grubenmann-Sammlung
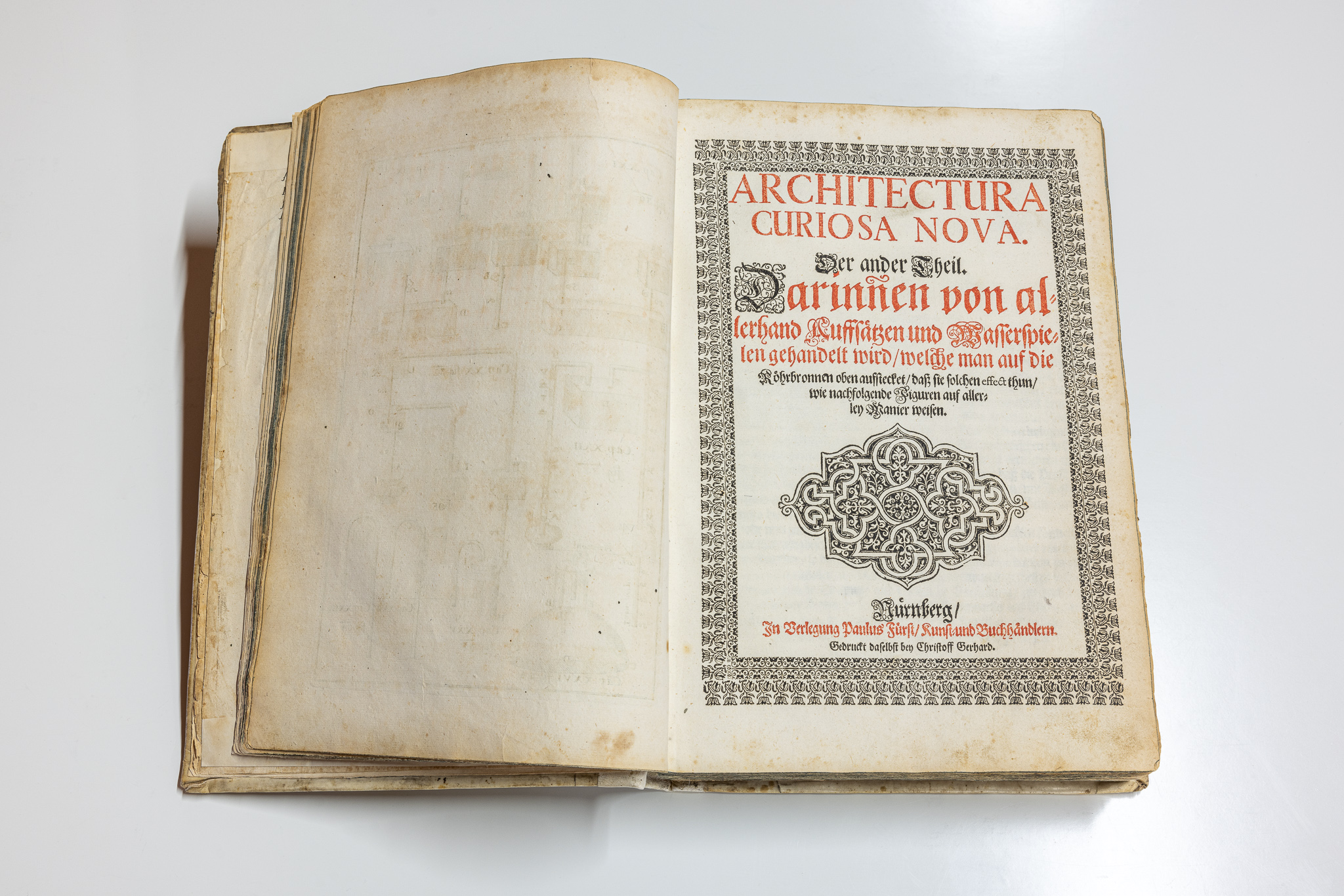
Zeitgenössische Publikation über Werke der Grubenmann in der Studienbibliothek der Grubenmann-Sammlung

## Weitere Angebote
Zu den Ausstellungen gibt es jeweils ein Rahmenprogramm. Für Schulklassen werden Workshops und dialogische Führungen angeboten. 
Der grosse Saal im Erdgeschoss, aber auch die Räume in den oberen Stockwerken können für Veranstaltungen gemietet werden.

## Trägerschaft
Die Stiftung Grubenmann-Sammlung bildet die Trägerschaft für den Betrieb, mit den Freunden des Grubenmann-Museums und des Zeughauses Teufen besteht ein zusätzlicher Gönnerverein.